# Protonibea diacanthus
Protonibea diacanthus es una especie de pez de la familia Sciaenidae en el orden de los Perciformes.

## Morfología
• Los machos pueden llegar alcanzar los 150 cm de longitud total.

## Alimentación
Come principalmente crustáceos y peces pequeños.

## Hábitat
Es un pez de clima tropical y demersal que vive hasta los 60 m de profundidad.

## Distribución geográfica
Se encuentra desde la costa occidental del Golfo Pérsico, la India y Sri Lanka hasta el Japón, las Filipinas, Borneo, Nueva Guinea y el norte de Australia.

## Uso comercial
Se vendido fresco y en salazón (incluyendo la vejiga natatoria) en los mercados locales.

## Observaciones
Es inofensivo para los humanos.